# Università Tecnologica della Pereira
L'Università Tecnologica di Pereira (in spagnolo Universidad Tecnològica de Pereira, UTP) è un'università colombiana, una delle prime 10 università del paese, pubblica (statale), che ha (in base alla newsletter di indicatori pubblicati nel corso dell'anno 2010) con 14.940 studenti corsi di laurea e 1.140 nel Graduate School.

## Posizione
La UTP si trova nel villaggio "La Julita" che si trova nel sud-est del comune di Pereira (Risaralda), una città intermedia in Colombia, con una popolazione di circa 800.000 abitanti.
Ci sono corsi di laurea e laurea in:
Undergraduate
- Tecniche
- Tecnologia
- Laurea
- Ingegneria
- Scienze della Salute

Graduate
- PhD
- Master
- Specializzazioni

## Accreditamento
Il Università Tecnológica de Pereira ha l'accreditamento di alta qualità ai sensi della risoluzione n. 2550 30 giugno, 2005 con la quale viene assegnato questa distinzione per la prima università della regione ad essere riconosciuta per l'eccellenza, che la rende una delle 10 migliori università del paese, uno dei 100 migliori dell'America Latina 2000 e una delle migliori università del mondo.
Bureau Veritas Certification ottenuto i certificati di gestione della certificazione ISO9001: 2000 di qualità e di governance NTC GP 1000: 2000 nel processi amministrativi che sostengono la ricerca, la didattica e l'estensione.
La Soprintendenza dell'Industria e del Turismo della Colombia, l'università aggiudicato un organismo di accreditamento certificador preductos di questa Università, che ti permette di dare un sigillo di qualità per prodotti e lotti di prodotti.

## Programmi accademici

### Laurea
Facoltà di Belle Arti e Lettere
- Bachelor of Visual Arts
- Laurea in inglese insegnamento delle lingue
- Laurea in Filosofia
- Bachelor of Music

Facoltà di Scienze Ambientali
- Gestione Ambientale

Professionale Tecnica processo di turismo sostenibile "- da cicli propedeutici
- Tecnologia in Management del Turismo Sostenibile - da cicli propedeutici

Facoltà di Scienze di base
- laurea triennale in matematica e fisica

Facoltà di Scienze della Formazione
- Laurea in lingua e letteratura spagnola
- Laurea in Educazione etnico e dello sviluppo sociale
- Laurea in Educazione bambini
- Corso di laurea di Comunicazione e Formazione Informatica

Facoltà di Scienze della Salute
- Medicina e Chirurgia
- Scienza dello Sport e della Ricreazione
- Medicina Veterinaria
- Tecnologia di trattamento preospedaliero
- Fisioterapia e Scienze Motorie

Facoltà di Ingegneria: Elettrica, Elettronica, Fisica e Informatica
- Ingegneria elettrica
- Ingegneria fisica
- Ingegneria informatica e sistemistica
- Ingegneria elettronica
- Ingegneria meccatronica

Facoltà di Ingegneria Industriale
- Ingegneria Industriale

Facoltà di Ingegneria Meccanica
- Ingegneria meccanica

Facoltà di Tecnologia
- Tecnica Elettrica
- Tecnologia Meccanica
- Tecnologia Industriale
- Tecnologia Chimica
- Chimica Industriale
- Gestione Industriale
- Tecnologia in Meccatronica

### Laureato
Dottorato di ricerca 
- Dottorato di Scienze nel pensiero educativo educazione e Area Comunicazione
- Dottorato in Scienze Ambientali
- Scienze Biomediche

Master
- Master in Gestione Economica e Finanziaria
- Master di Biologia Molecolare e Biotecnologie
- Master in comunicazione educativa
- Master di Ecotechnology
- Master in Didattica Matematica
- Ingegneria Elettrica
- MS in Strumentazione Fisica
- MA in Letteratura
- Master sistemi automatici di produzione
- Master in Sviluppo Umano e Organizzativo
- Master in Biologia Vegetale
- Master in Ricerca Operativa e Statistica
- Master in Linguistica
- Master di Educazione
- Master in gestione integrata della qualità
- Master in creazione estetica
- Master in Ingegneria Meccanica
- Master di Informatica e Sistemistica
- Master in Intelligenza Artificiale

Specializzazione
- Esperienza in Biologia Molecolare e Biotecnologie
- Specializzazione in Higher Education
- Specializzazione in Prevenzione e Disaster Management
- Specializzazione in Management dei sistemi sanitari
- Esperienza nella gestione della qualità e delle norme tecniche
- Specializzazione in gestione ambientale locale
- Intervento globale Specialist Motor disabilità
- Specializzazione in locale estensione di Gestione Ambientale Pasto
- Specializzazione in Management dell'Innovazione
- Esperienza nella Tecnica per autoveicoli Meccanica
- Specializzazione in Psichiatria
- Esperienza in Critical Care Medicine e Terapia Intensiva
- Specializzazione in logistica aziendale
- Specializzazione nelle reti dati
- Specializzazione in elettronica digitale
- Specializzato nell'insegnamento della lingua nativa
- Specializzazione in Medicina Interna